# Wendisch Rietz
Wendisch Rietz é um município da Alemanha, situado no distrito de Oder-Spree, no estado de Brandemburgo. Tem 25,07 km² de área, e sua população em 2019 foi estimada em 1.614 habitantes.